# Edmund Älf
Edmund Älf, född 12 juli 1703 i Kvillinge församling, Östergötlands län, död 5 september 1776, var en svensk präst.

## Biografi
Edmund Älf föddes 1703 i Kvillinge församling. Han var son till kyrkoherden Samuel Älf och Brita Wallenström. Älf blev 1720 student vid Uppsala universitet och 1729 vid Lunds universitet, där han 1732 avlade filosofie magisterexamen. Han prästvigdes 30 april 1734 och blev 11 november 1741 kyrkoherde i Vårdnäs församling, tillträdde 1742. Älf var opponens vid prästmötet 1743 och utnämndes 9 september 1767 till prost. Han avled 1776.

### Familj
Älf gifte sig 16 april 1745 med Anna Kristina Blom (1725–1817), dotter till regementsskrivaren Erik Blom och Anna Leverin. De fick tillsammans barnen Anna Brita Älf (1746–1748), Anna Kristina Älf (1747–1829) som var gift med assessorn Fredrik Adolf Falck, Anna Maria Älf (1752–1837) som var gift med borgmästaren Lorentz Isak de la Rose i Söderköping och Brita Älf (1757–1791) som var gift med majoren Åke Göran Holst.